# 未来社区
未来社区是中华人民共和国浙江省于2019年率先提出并向更大范围推广的城市社区更新概念、建设项目及配套政策制度。在浙江省范围内，未来社区建设由浙江省人民政府主导实施，多个项目被纳入“浙江省首批共同富裕现代化基本单元名单”，成为浙江省执行共同富裕战略目标的组成部分。

## 概念内容
未来社区被定义为以数字化技术为依托，围绕人们生活、工作及相互关系的社会服务、基层治理和经济发展共同体，并被描述为中国城市现代化和数字化建设、执行共同富裕战略的基本单元。
作为城市社区更新概念，未来社区虽然是浙江省在政策层面上首先提出的，但是它的内容与中国国内外的很多探索实践存在重叠。其吸取了新加坡“邻里中心”、欧洲太平洋城BLOCK街区、加拿大Quayside未来社区、日本“社会5.0”蓝图等多种其他国家的实践经验，并继承了智慧社区、社区O2O、低碳社区等中国国内更早出现的社区建设概念。
在基层治理维度上，未来社区要求“一核多元”的治理模式，即以社区党委为领导核心，社区服务中心、社会组织、驻地非公经济组织等多元主体共同参与社区治理和服务，在政府、市场和社会的关系层面上贴近起源于欧美经验的PPP模式。
鉴于这一概念及相关工程的模糊性、晚近性，未来社区建设过程中的技术应用负面效应、治理对象真实性和资源浪费、居民自治参与实现、各方利益协调和可持续运营等都成为有待回答的问题。

## 政策历史

### 启动阶段
2019年，浙江省人民政府印发《浙江省未来社区建设试点工作方案》，标志“未来社区”政策正式启动。3月，发布第一版《浙江省未来社区试点创建指标体系（试行）》，列明相关评价指标。
2019年起，浙江省陆续组织多批未来社区创建试点，要求各设区市进行择优申报，每批试点设定不同推进目标，涵盖新建类、旧改类社区，强调功能集成、场景重塑和治理创新。

### 政策发展
2020年6月，浙江省发展与改革委员会发布《浙江省未来社区试点建设管理办法（试行）》，进一步推动项目建设。
2021年6月，中共中央、国务院印发《关于支持浙江高质量发展建设共同富裕示范区的意见》，明确将浙江作为全国首个共同富裕示范区。
2022年5月27日，浙江省共同富裕现代化基本单元建设工作推进会正式公布了“浙江省首批共同富裕现代化基本单元名单”，其中有28个未来社区、36个未来乡村、17个城乡风貌样板区，说明未来社区成为浙江省地方落实共同富裕示范区建设战略的组成部分。
2022年8月29日，浙江省政府印发的《浙江省城乡现代社区服务体系建设“十四五”规划》要求深化未来社区建设，按照未来社区理念实施城市更新改造行动，并以社区服务中心为基本单元，根据人口分布、服务半径、设施布局等情况，推动城市社区服务综合体建设。同时，要求进行未来乡村试点探索。

### 全域推进
2023年2月，浙江省政府印发《浙江省人民政府办公厅关于全域推进未来社区建设的指导意见》，提出建设推广目标：2023年起，浙江省全域推进未来社区建设，明确到2025年，全省创建未来社区1500个左右、覆盖全省30%左右的城市社区；到2035年，基本实现未来社区全域覆盖。
截至2024年底，浙江省已累计建成未来社区501个、未来乡村567个、城乡风貌样板区272个。

## 制度内容

### 责任分配
未来项目试点的直接建设责任主体是所在地县（市、区）人民政府或由设区市政府派出的开发区（新区）管委会，建设单位则是未来社区试点用地主体。实际工作过程中，通常由项目在地街道办事处负责实施工作推进、运营选择、验收考核工作组织、合作对象引入，并交由以社区党委为领导的社区层级主体（居民委员会、强社公司、业主代表等）参与项目落地工作，并鼓励在过程中通过市场化机制引入第三方合作者，后者涵盖运营单位、施工单位、数字化服务商、工程咨询机构及各场景供应商等角色位置。
政策同时要求各级政府行政机关广泛参与试点创建工作，由浙江省发展改革委员会负责总体统筹与监督，省、市、县（市、区）政府三级政府相关行政机关在职能范围内积极参与引导协助。
浙江省城乡风貌（未来社区）工作专班会在项目验收工作中负责组织专家团队，与相关部门和市级互评监督员协同开展实地核查。该专家团队被要求至少有一名成员来自省级专家库，其余成员需涵盖多个相关专业领域。
研究机构在项目设计和政策制定中提供智力支撑。各地鼓励引入专业智库参与策划与评估，例如阿里云研究中心曾协同地方政府发布《未来社区数字化操作系统白皮书》，协助明确数字化建设相关理念。

### 创建流程
浙江省未来社区的系列政策明确了一套程序化的创建流程，包含申报、实施、验收和运营四个阶段。
在申报阶段，浙江省发展改革委或建设厅会发布创建通知，明确申报要求。由试点所在县（市、区）政府或开发区管委会牵头，组织实施主体编制申报方案，内容涵盖用地规划、资金安排和场景策划等。省级部门委托第三方评审并实地调研，择优确定并公示试点名单。
进入实施阶段后，由建设单位组织编制实施方案，进一步明确场景配置、资金平衡、运营模式等。方案经设区市初审、省发展改革委评估通过后，方可依法供地并签订三方协议。试点项目需在一年内全面开工，并完成试运营。
验收阶段由县级组织自评，提交评分材料并申请验收。设区市专班开展居民满意度调查、审查材料后向省级申请复核。省级专班组织专家实地核查，确认达标后报省政府命名，未达标项目则限期整改后再验收。
在运营阶段，省级专班对已命名社区进行不定期抽查。县级政府可自主组织后续运营核查并出台激励政策，如杭州市余杭区就通过制定考核办法，基于考核成绩对优秀社区予以分层次的财政奖励。

### 评价工具
在参考雄安新区建设标准体系、Sidewalk Toronto项目建设标准等中国国内外城市建设考核标准及多种理论模型的基础上，浙江省未来政策已发展出一套详细的指标体系。该体系包含对未来社区场景建设、数字化建设、资金运营和社区文化塑造等多个方面的分值化要求，并基于技术难度和项目申报类型对分值要求进行区分，是项目建设单位编制自评报告和省级专家团队开展核查工作的主要参照。
在浙江省城乡风貌整治提升（未来社区建设）工作专班办公室于2021年12月13日印发的《浙江省城镇未来社区验收办法（试行）》中，该评价体系被划分为实施方案符合度、场景响应度、“浙里未来社区在线”落地情况、运营可持续性和特色亮点塑造五个模块，分值分布如下表所示。
| 考核领域                   | 考核领域                             | 评分项分值 | 加分项计分值 | 验收条件                                                                      |
| -------------------------- | ------------------------------------ | ---------- | ------------ | ----------------------------------------------------------------------------- |
| 实施方案符合度             | 实施方案符合度                       | 20分       | /            | 达到14分                                                                      |
| 场景响应度                 | 场景响应度                           | 360分      | 40分         | 新建类：普惠型 ≥ 200分，引领型 ≥ 350分                                        |
| 场景响应度                 | 场景响应度                           | 360分      | 40分         | 旧改类：普惠型 ≥ 80分，引领型 ≥ 200分                                         |
|                            | 其中：党建智治与“一老一小”服务响应度 | 35分       | 6.5分        | 须达到35分（为硬性指标）                                                      |
| “浙里未来社区在线”落地情况 | “浙里未来社区在线”落地情况           | 80分       | /            | 须达到56分                                                                    |
| 运营可持续性               | 运营可持续性                         | 80分       | /            | 普惠型 ≥ 48分，引领型 ≥ 56分                                                  |
| 特色亮点塑造               | 特色亮点塑造                         | /          | 60分         | 无最低得分要求，加分项体现创新性和示范性                                      |
| 总计                       | 总计                                 | 540分      | 100分        | 新建类：普惠型 ≥ 360分，引领型 ≥ 500分 旧改类：普惠型 ≥ 200分，引领型 ≥ 360分 |